# Чжи-ди (Хань)
Сяочжи-ди (кит. трад. 孝質帝) или коротко Чжи-ди (кит. трад. 質帝), личное имя Лю Цзуань (кит. трад. 劉纘, 138—146) — девятый император китайской империи Восточная Хань.
Лю Цзуань был сыном Лэаньского князя Лю Хуна и его супруги Чэнь; Лю Хун являлся правнуком императора Чжан-ди. Когда в 145 году умер двухлетний император Чун-ди, то у него не было близких родственников мужского пола. Вдовствующая императрица Лян сначала хотела сохранить его смерть в секрете, чтобы успеть выбрать преемника, но потом прислушалась к совету чиновника Ли Гу и решила объявить о смерти императора публично и по всем правилам. В столицу были вызваны его дальние родственники Лю Суань и Лю Цзуань, чтобы один из них был выбран новым императором. Чиновникам понравился более взрослый Лю Суань, но Лян Цзи (брат вдовствующей императрицы Лян, приобретший фактически абсолютную власть) предпочитал молодого императора, которого можно было бы дольше держать под контролем, и поэтому на престол был возведён 7-летний Лю Цзуань. Чтобы избежать прецедента возведения на трон человека без титула, Лю Цзуань сначала получил титул Цзяньпинского хоу, а на следующий день был коронован императором.
Регентом при малолетнем императоре стала вдовствующая императрица Лян, и хотя она полностью доверяла коррумпированному Лян Цзи, она старалась управлять страной хорошо — в частности, она поручала многие дела честному придворному Ли Гу. Благодаря правильному подбору генералов к 145 году удалось покончить с крестьянскими восстаниями.
Император видел, сколько власти сконцентрировал в своих руках Лян Цзи, и однажды при большом стечении придворных назвал его «высокомерным генералом». Летом 146 года Лян Цзи отравил императора.
После смерти императора Лян Цзи под давлением других придворных был вынужден созвать собрание чиновников для определения того, кто станет новым императором. Чиновники опять высказались в пользу Лю Суаня, но Лян Цзи, по-прежнему опасаясь, что взрослого человека будет труднее контролировать, убедил вдовствующую императрицу Лян возвести на трон 14-летнего Лю Чжи.